# The Human Contradiction
Albums de Delain
We Are the Others
(2012) Lunar Prelude
(2016)
The Human Contradiction est le quatrième album studio du groupe néerlandais de metal symphonique Delain, publié le 4 avril 2014 par Napalm Records.

## Listes des chansons
| No | Titre                                               | Durée |
| -- | --------------------------------------------------- | ----- |
| 1. | Here Come the Vultures                              | 06:05 |
| 2. | Your Body Is a Battleground (avec Marco Hietala)    | 03:50 |
| 3. | Stardust                                            | 03:57 |
| 4. | My Masquerade                                       | 03:43 |
| 5. | Tell Me, Mechanist (avec George Oosthoek)           | 04:52 |
| 6. | Sing to Me (avec Marco Hietala)                     | 05:09 |
| 7. | Army of Dolls                                       | 04:57 |
| 8. | Lullaby                                             | 04:56 |
| 9. | The Tragedy of the Commons (avec Alissa White-Gluz) | 04:31 |

## Membres du groupe
- Charlotte Wessels : chant
- Sander Zoer : batterie
- Otto Schimmelpenninck : basse
- Timo Somers : guitare
- Martijn Westerholt : clavier